# La Rivière (Gironde)
La Rivière település Franciaországban, Gironde megyében. Lakosainak száma 412 fő (2022. január 1.). La Rivière Izon, Saint-Aignan, Saint-Germain-de-la-Rivière és Saint-Michel-de-Fronsac községekkel határos.

## Népesség
A település népességének változása:
| Lakosok száma | 310  | 367  | 322  | 326  | 374  | 401  | 423  | 431  | 425  | 412  |
|               | 1968 | 1982 | 1990 | 2006 | 2013 | 2015 | 2017 | 2019 | 2020 | 2022 |